# Un hiver de rêve
Un hiver de rêve (The Winter of His Content) est le quatorzième épisode de la vingt-cinquième saison de la série télévisée Les Simpson et le 544e épisode de la série. Il est sorti en première sur le réseau Fox le 16 mars 2014.

## Synopsis
Marge ouvre sa maison à trois octogénaires après la fermeture de leur maison de retraite, mais elle regrette sa bonne action quand elle s'aperçoit que Homer, par mimétisme, adopte le mode de vie d'un vieillard. Pendant ce temps, après avoir défendu Nelson, Bart est admis dans le groupe des petites brutes de l'école.

## Réception
Lors de sa première diffusion l'épisode a attiré 4,02 millions de téléspectateurs.